# چزاروه جولیو ویولا
چزاروه جولیو ویولا (ایتالیایی: C. G. Viola؛ زاده ۲۶ نوامبر ۱۸۸۶ درگذشته ۱۹۵۸) یک فیلم‌نامه‌نویس اهل ایتالیا بود.
از فیلم‌های او می‌توان به نخستین عشق اشاره کرد.